# Jean Tudert
Jean Tudert (né à Poitiers vers 1375 et mort à Paris le 9 décembre 1439) est évêque élu de Châlons en 1439.

## Biographie
Selon le père Anselme, Jean Tudert né à Poitiers est issu d'une famille de juristes, il est le fils cadet et homonyme de Jean Tudert. Il est conseiller au parlement de Paris en 1402, il s'attache à la fortune du dauphin Charles en 1418 et devient maître des requêtes en 1422. Chargé de l'administration des finances, il participe au rapprochement avec le duc Philippe le Bon et aux négociations du traité d'Arras en 1435. Doyen du chapitre de Paris, il est élu comme évêque de Châlons en avril 1439 mais il meurt dès le 9 décembre sans avoir été consacré ; il est inhumé dans le cloître de la cathédrale Notre-Dame de Paris.

## Famille
Un troisième Jean Tudert, fils d'Olivier Tudert et neveu de Jean, évêque de Châlons, est ambassadeur en Savoie, maître des requêtes, juge aux Grands Jours de Bordeaux en 1459 et fait office de président du parlement de Bordeaux en 1462. Il meurt le 7 septembre 1473.
Joachim Tudert, maire de Poitiers en 1499, fait bâtir le château de la Bournalière à Cuhon dans l'actuelle Vienne.